# براندونویل (ویرجینیای غربی)
براندونویل(به انگلیسی: Brandonville) شهری در ایالت ویرجینیای غربی کشور ایالات متحده آمریکا است که جمعیت آن در سرشماری سال ۲۰۱۰ میلادی، ۱۰۱ نفر بوده‌است.